# Liste von Kunstwerken im öffentlichen Raum in Hamm
Die Liste von Kunstwerken im öffentlichen Raum in Hamm gibt einen Überblick über Kunst im öffentlichen Raum, unter anderem Skulpturen, Plastiken, Landmarken und andere Kunstwerke in Hamm. Es besteht kein Anspruch auf Vollständigkeit.

## Kunstwerke in Hamm
| Bezeichnung          | Standort                                                          | Koordinate                  | errichtet | Künstler                          | Anmerkungen | Bild |
| -------------------- | ----------------------------------------------------------------- | --------------------------- | --------- | --------------------------------- | --- | ---- |
| Glaselefant          | Maximilianpark, Alter Grenzweg 2                                  | 51° 40′ 58″ N, 7° 52′ 53″ O | 1981–1984 | Horst Rellecke                    | Großplastik, ca. 35 m hoch, 63 m lang und 18 m breit, als größtes Gebäude in Tiergestalt im Guinness-Buch der Rekorde |      |
| Elefantenparade      | Hauptbahnhof und weitere Orte der Stadt                           |                             | 2004/2009 | V.A.                              | Elefanten aus Kunststoff, künstlerisch gestaltet                                                                      |      |
| Lunetta              | Martin-Luther Straße 48                                           |                             | 2006      | Kirsten und Peter Kaiser          | Leuchtkugel LED, Ø 1 m in 12 m Höhe angebracht                                                                        |      |
| Gespaltene Erde      | Hesslerstr. 53, vor dem Oberlandesgericht                         | 51° 40′ 44″ N, 7° 49′ 40″ O | 1957      | Paul Dierkes                      | Granit, ø 280 cm |      |
| Kinetische Plastik   | Städtische Musikschule, Ostenallee/Nordring                       | 51° 41′ 2″ N, 7° 49′ 37″ O  | 1976      | Günter Tollmann                   | Edelstahl, ca. 500 cm, Ø ca. 50 cm                                                                                    |      |
| Ohne Titel           | DB-Brücke / Unterführung Hafenstraße                              | 51° 40′ 54″ N, 7° 48′ 24″ O | 2006      | Günter Dohr                       | Lichtinstallation |      |
| Hammer Herbarium     | Gustav-Lübcke-Museum, Neue Bahnhofstraße 9                        | 51° 40′ 37″ N, 7° 48′ 39″ O | 1993/2000 | Lili Fischer                      | 60 Info-Schilder aus Keramikfliesen mit Betonrahmen auf verzinkten Stahlträgern                                       |      |
| Blaue Welle          | Münsterstraßen-Brücke                                             |                             | 2007      | Vollrad Kutscher                  | Brückenlampen, blau beleuchtet                                                                                        |      |
| Grün-Blauer Mäander  | Kurpark Bad Hamm, Ahse-Brücke Ostenallee und Fußgängerbrücke Ahse |                             | 2009      | Jürgen LIT Fischer , Peter Brdenk | Lichtinstallation, grüne und blaue Leuchtstoffröhren                                                                  |      |
| Ohne Titel           | Marker Allee 94                                                   | 51° 41′ 5″ N, 7° 50′ 46″ O  | 1979      | Carlernst Kürten                  | Chromnickelstahl |      |
| Geborgenheit         | Sedanstraße/Ecke Bismarckstraße                                   | 51° 40′ 38″ N, 7° 48′ 54″ O | 1978      | Almuth Lütkenhaus                 | |      |
| Die Sitzende         | Rothebach-Park                                                    |                             | 1976–1978 | Almuth Lütkenhaus                 | |      |
| Schwimmende Skulptur | Kurparkteich im Kurpark                                           | 51° 41′ 34″ N, 7° 50′ 38″ O | 2008      | Dusan Jovanovic                   | Kunststoff, Glasfiberbeschichtung                                                                                     |      |